# Халастелек
Халастелек (венг. Halásztelek) — посёлок городского типа в Венгрии в составе Сигетсентмиклошского яраша медье Пешт Будапештской агломерации.
Находится в Центральной Венгрии на острове Чепель на р. Дунай примерно в 15 км к юго-западу от центра столицы Будапешта.
Население на 1.01.2018 года — 10 581 человек. Площадь — 8,64 км². Плотность — 1129,4 чел / км².
| Год  | Численность | Численность |
| ---- | ----------- | ----------- |
| 2013 | 9183        | [ 2 ]       |
| 2014 | 9305        | [ 3 ]       |
| 2018 | 10 581      | [ 4 ]       |
| 2021 | 11 694      | [ 5 ]       |
| 2022 | 12 078      | [ 6 ]       |
| 2023 | 11 896      | [ 7 ]       |
| 2024 | 12 072      | [ 1 ]       |

## Города-побратимы
- Никопол Болгария
- Лайсниг Германия
- Оджоно Италия
- Роусинов Чехия
- Илиень Румыния

## Персоналии
- Чех, Ласло (род. 1985) — венгерский пловец, чемпион мира и Олимпийских игр, почётный гражданин Халастелека.

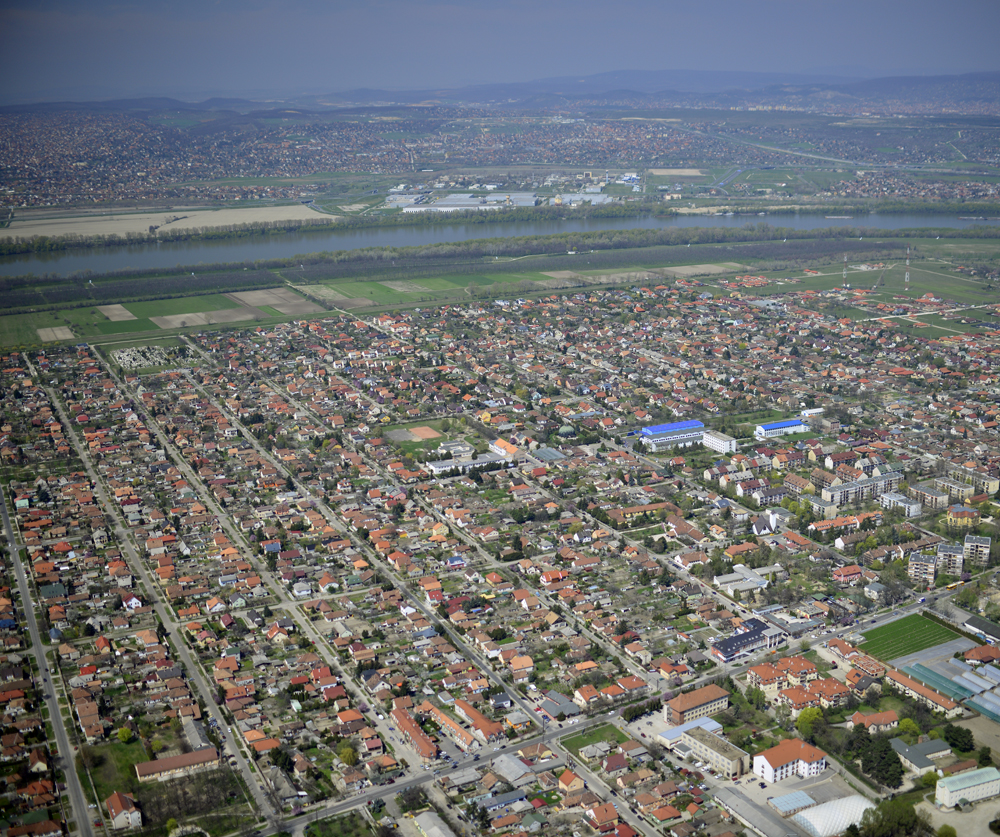
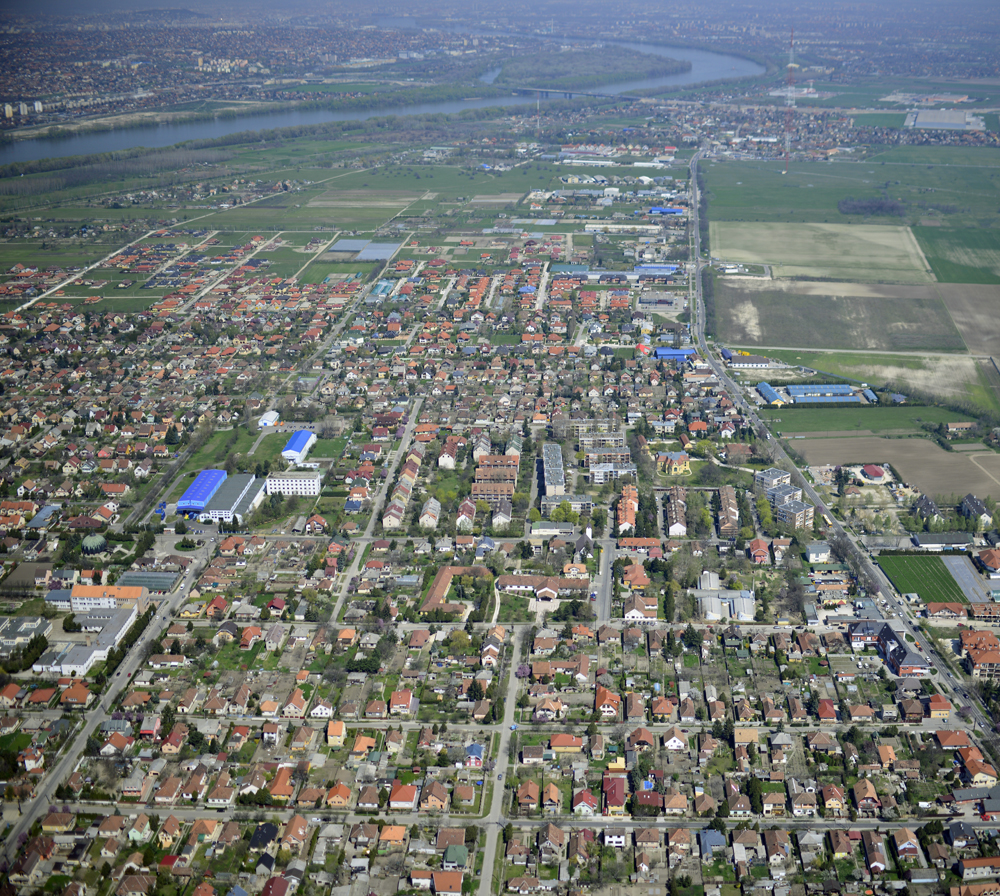
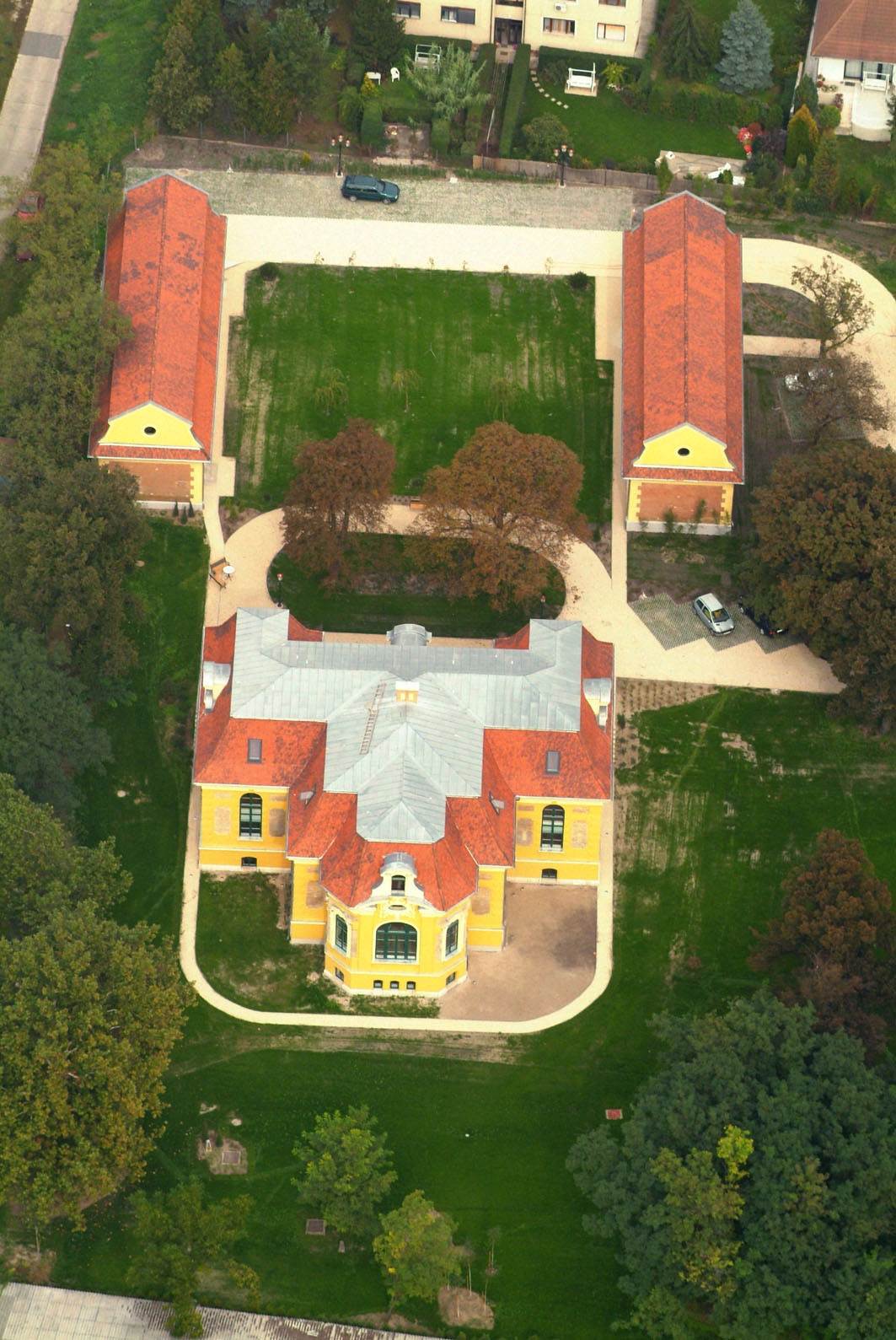
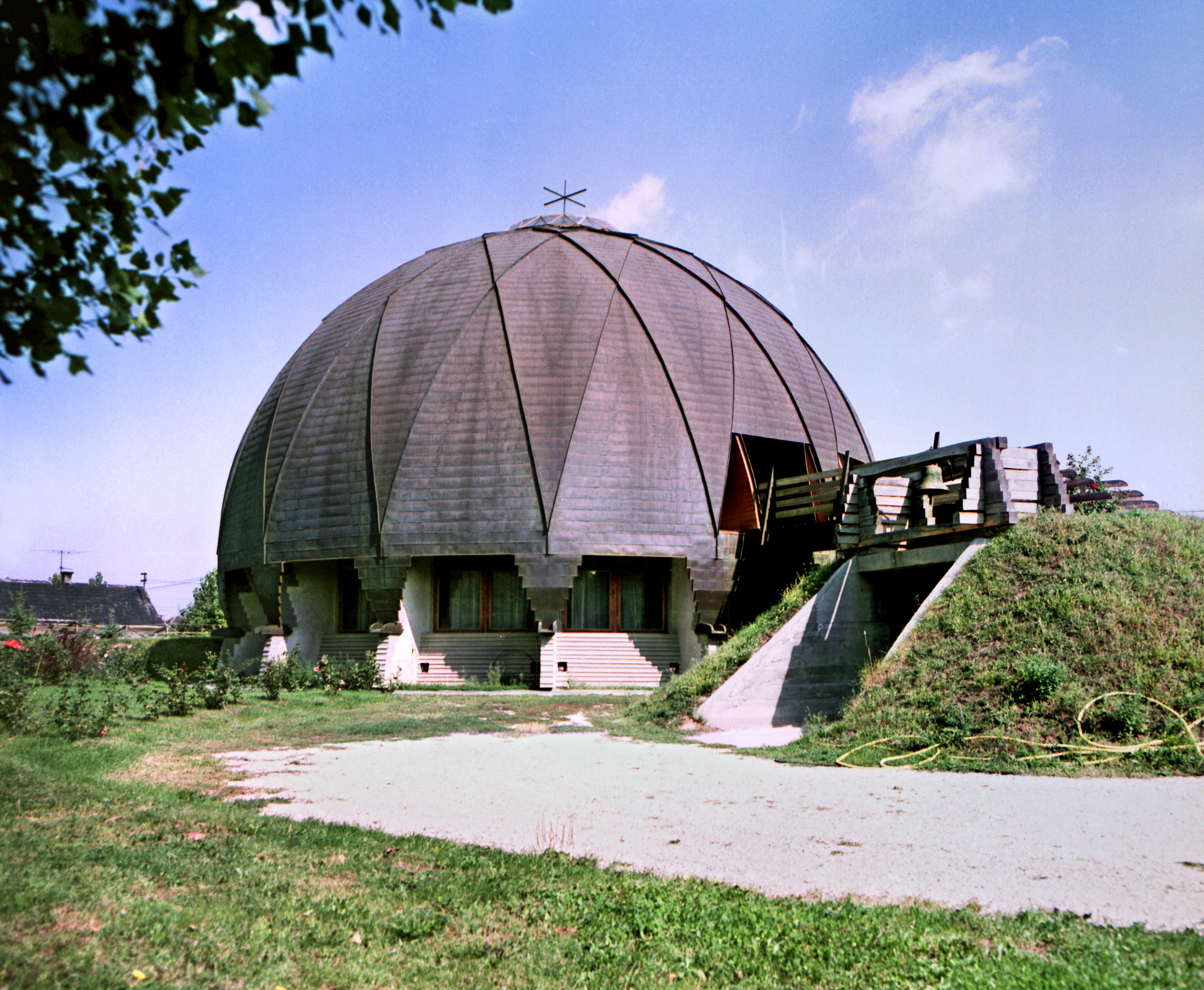
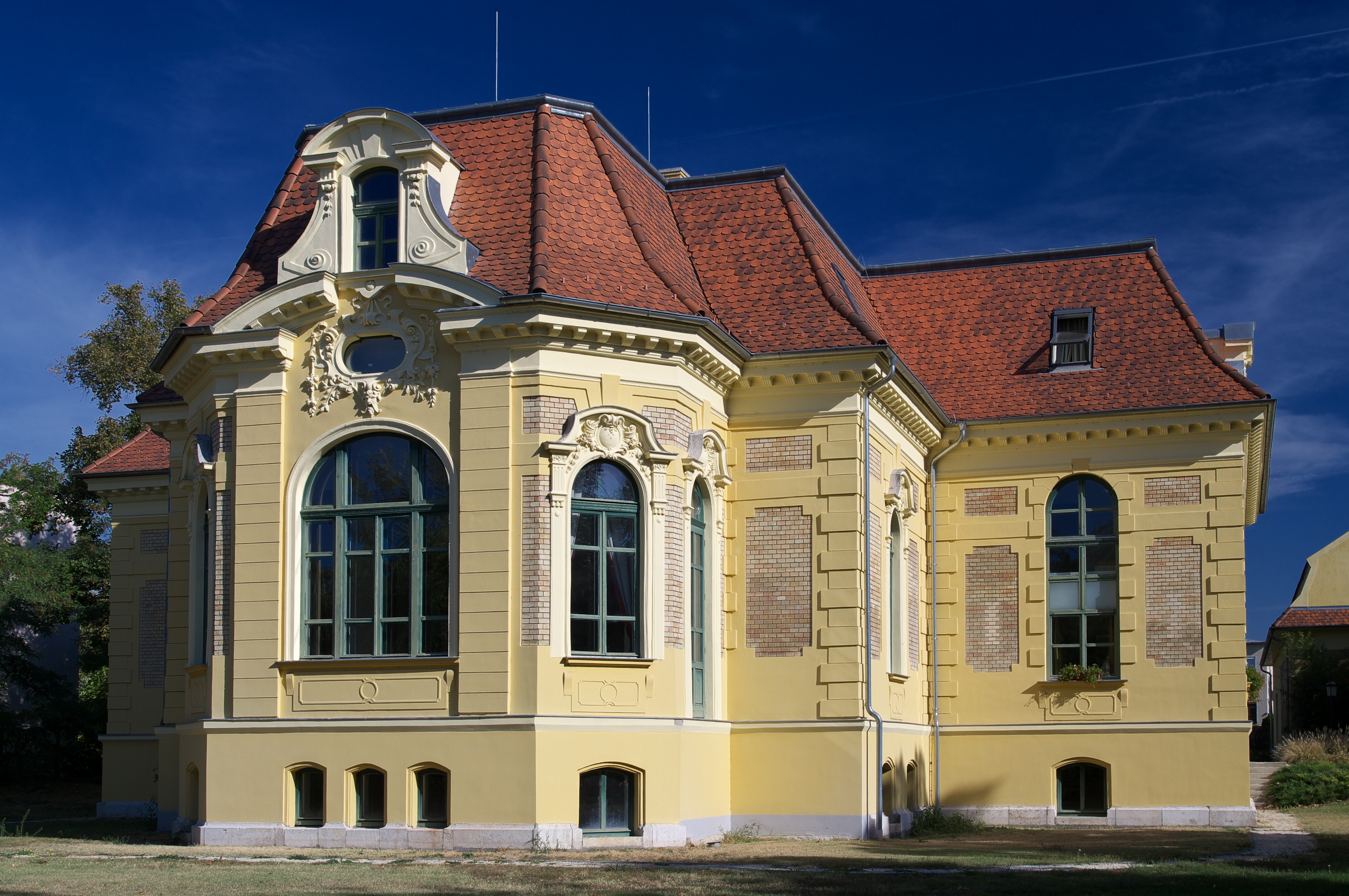